# Bischofimyia atra
Bischofimyia atra är en tvåvingeart som beskrevs av Townsend 1927. Bischofimyia atra ingår i släktet Bischofimyia och familjen parasitflugor. Inga underarter finns listade.